# Slag bij New Bern
De Slag bij New Bern vond plaats op 14 maart 1862 nabij de stad New Bern tijdens de Amerikaanse Burgeroorlog. Deze slag is ook bekend onder de naam Slag bij New Berne en maakte deel uit van veldtocht van generaal Burnside in North Carolina.
De Noordelijke eenheden onder leiding van brigadegeneraal Ambrose E. Burnside zetten hun opmars verder in North Carolina. De verzwakte Zuidelijke troepen stonden onder het bevel van brigadegeneraal Lawrence O'B. Branch. Hoewel de Zuidelijke verdedigingslinies een zekere kracht uitstraalden, slaagden de Noordelijken erin om de linie te breken in het centrum. Vele onervaren militieleden vluchtten voor de krachtige Noordelijke aanval waarop de volledige Zuidelijke linie zich moest terugtrekken. Branch kreeg maar controle over zijn manschappen toen ze zich al 50 km teruggetrokken hadden richting Kinston, North Carolina. Voor de rest van het conflict bleef New Bern in Noordelijke handen.

## Geografie
New Bern, North Carolina ligt op de rechteroever van de Neuse rivier op ongeveer 60 km boven de monding van de rivier in Pamlico Sound. De rivier was toegankelijk voor zeeschepen. Tijdens de Amerikaanse Onafhankelijkheidsoorlog was New Bern een aanzienlijke haven. In de tweede helft van de 19e eeuw hadden Morehead City en Beaufort die rol overgenomen. Toch bleef de stad tijdens de Amerikaanse Burgeroorlog een belangrijk strategisch doel. De Atlantic and North Carolina spoorweg verbonden de kust met het binnenland en liep door New Bern.
Enkele kilometers verderop had deze spoorweg een aansluiting met de Wilmington and Weldon spoorweg. Het Zuidelijke leger de Army of Northern Virginia werd grotendeels bevoorraad via deze spoorweg. Mocht New Bern in Noordelijke handen vallen, werd een belangrijk bevoorradingskanaal afgesneden.
Het reliëf in dit deel van North Carolina is eerder vlak te noemen met hier en daar moerassen. In 1862 was een groot deel begroeid met dennenbossen. Enkele lage heuvels en ravijnen braken de monotonie van het landschap. Verschillende stroompjes doorsnijden het landschap. De Trent-rivier scheidt New Bern van het hinterland in het zuiden. De Slocum's Creek lag ongeveer 26 km stroomafwaarts en zou de landingsplaats worden van de Noordelijke expeditiemacht. De volledige strijd, de inname van de stad zelf uitgezonderd, vond plaats tussen deze twee waterwegen. Parallel aan de spoorweg liep er een onverharde weg. Deze weg zou nog de nodige problemen veroorzaken bij de Noordelijke opmars.

## Achtergrond
Na de afscheuring van North Carolina van de Unie werden de verdedigingswerken daar sterk verwaarloosd. Het War Departement onder leiding van Leroy P. Walker en later onder Judah P. Benjamin stuurden steeds meer troepen naar de campagnes in Virginia. Dit was voor hen het belangrijkste strijdtoneel. Na de Slag bij Hatteras Inlet Batteries in augustus 1861 bleven slechts 6 regimenten over om de volledige kustlijn te verdedigen. De kustlijn werd ingedeeld in verschillende sectoren om de bevelstructuur gemakkelijker te maken. Het noordelijke deel, van Cape Lookout tot de grens met Virginia, stond onder het bevel van brigadegeneraal Daniel H. Hill. Hij bouwde de verdediging rond New Bern verder uit. Hij verwachtte dat het garnizoen aldaar op termijn zou uitgebreid worden. Hill werd echter overgeplaatst naar Virginia. Brigadegeneraal Lawrence O'B. Branch nam het bevel over. De sectoren werden nogmaals gesplitst. Branch' commando werd beperkt tot de strook tussen Cape Lookout en Pamlico Sound. Het gebied tot aan de grens met Virginia kwam onder bevel van brigadegeneraal Benjamin Huger. Huger moest Norfolk en omgeving beveiligen.
Na de Slag om Roanoke Island op 7 februari en 8 februari 1862 en de vernietiging van de Mosquito Fleet in de Slag bij Elizabeth City op 10 februari lag de weg open voor de Noordelijken om Albemarle Sound en Pamlico Sound aan te vallen. De belangrijkste nederzetting die aan deze Sounds gelegen was, was New Bern. De Noordelijken wilden deze stad koste wat het kost innemen.

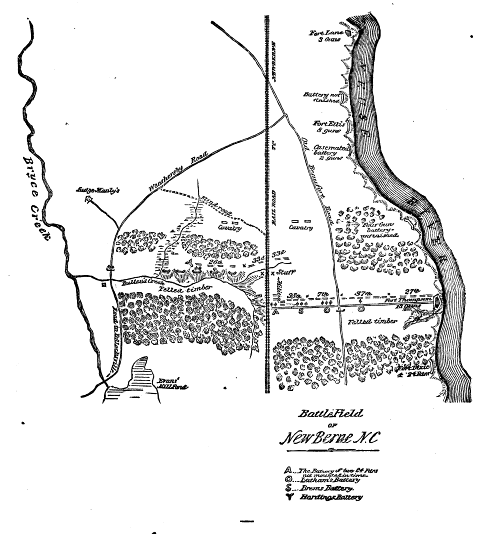
Kaart over de Slag bij New Bern op 14 maart 1862

Hoewel New Bern een sleutelpositie was voor de Zuidelijken, deden deze geen enkele poging om hun stellingen te versterken. Burnside had een maand nodig om de aanval op New Bern voor te bereiden. De Zuidelijken kregen geen enkele versterking. Volgens schattingen van een officier onder Branch hadden ze ongeveer 6.130 soldaten nodig om de linie te verdedigen. De Zuidelijken hadden echter maar 4.000 soldaten ter beschikking, waarvan er velen ziek waren. Hun uitrusting liet ook te wensen over. Daarom besliste Branch om een deel van de verdedigingswerken te verlaten. Hij plaatste zijn soldaten in en rond Fort Thompson. Dit fort telde dertien vuurmonden. Drie van de dertien kanonnen waren landinwaarts gericht.
De fortificaties van Fort Thompson lagen tussen de rivier en een spoorweg. Ze stopten bij een steenbakkerij. Deze steenbakkerij zou een belangrijke rol spelen in de komende slag. De rechterflank breidde Branch uit tot een nabijgelegen moeras. Dit verdubbelde de lengte van zijn linie. Hij maakte een kapitale fout in de aanleg van deze linie. Door tijdsgebrek en een tekort aan werkkrachten werd er beslist om een beek te gebruiken als natuurlijke barrière. Dit beekje kruiste de spoorweg op ongeveer 135 meter van de steenbakkerij. De linie vertoonde dus een knik .

## De slag

### De Noordelijke opmars
Op 11 maart 1862 namen de soldaten van de Coast division plaats in de transportschepen bij Roanoke Island. De volgende ochtend zette het konvooi zich in beweging. Ze werden begeleid door 14 kanonneerboten van de marine plus hun eigen kanonneerboot. Er werd één marineschip gedetacheerd om de monding van de Pamlicorivier te bewaken. De Noordelijken hadden signalen opgevangen dat de Zuidelijken van hieruit schepen zouden inzetten om hun transportschepen aan te vallen. Deze aanval zou nooit plaatsvinden. De vloot stak Pamlico Sound over en voer de Neuse rivier op. In de ochtend van 13 maart werden de troepen aan land gezet bij de monding van Slocum's Creek. Een Zuidelijke eenheid die deze landing moest verijdelen, werd snel weggejaagd door het vuur van de kanonneerboten. De rest van de voormiddag werd gebruikt om al het materiaal uit te laden. Er werden zes marinehouwitsers en twee houwitsers van het leger aan land gebracht. Door de slechte weersomstandigheden besliste Burnside om de rest van zijn artillerie dichter bij de vijandelijke linies aan land te brengen. Door de snel opkomende mist werd dit nooit uitgevoerd.
Kort na de middag werd de opmars richting Zuidelijke linies ingezet. Toen begon het ook te regenen. De weg veranderde in een modderpoel. De opmars verliep moeilijk. De kanonniers waren al snel uitgeput terwijl ze hun zware houwitsers met moeite vooruit kregen. Een infanterieregiment moest de kanonniers assisteren. Terwijl de infanterie zijn trage opmars verder zette langs de rivier, bombardeerden de kanonneerboten vooruitgeschoven Zuidelijke posities. In de late namiddag hadden de Noordelijken de vijandelijke verdedigingswerken bereikt. Deze zagen er op het eerste gezicht zeer solide uit. Verkenningseenheden kwamen al snel tot de vaststelling dat deze positie door de vijand verlaten was.
De infanterie zette zijn opmars verder. De eerste brigade onder Foster trok op langs de weg op de rechterflank terwijl de tweede brigade onder Reno de spoorweg volgde op de linkerflank. De derde brigade onder Parke volgde de eerste brigade op de voet. Op ongeveer 2 km van Fort Thompson stuitten de Noordelijken op de voorposten van de Zuidelijke linie. De avond viel en Burnside gaf het bevel aan zijn soldaten om hun tenten op te zetten voor de nacht op de plaatsen waar ze gearriveerd waren. De houwitsers arriveerden maar rond 3.00 uur de volgende ochtend.

### De gevechten
In de ochtend van 14 maart was alles bedekt met een dikke mistlaag. De Noordelijke rukten verder op naar de Zuidelijke verdedigingswerken. Voor zover de Noordelijken wisten, liep de linie van de rivier tot de steenbakkerij. De eerste brigade moest de vijandelijke linkerflank aanvallen. De steenbakkerij op de rechterflank werd aangevallen door de tweede brigade. De houwitsers werden opgesteld langs de weg. De derde brigade werd in reserve gehouden. De Noordelijken werden ondersteund door onnauwkeurig vuur van de kanonneerboten. Door een tussenliggend bos waren de schoten onnauwkeurig. Burnside gaf de boodschap door aan de boten om hun vuur op andere plaatsen van de linie te richten. .
Ondertussen hadden de Zuidelijken hun posities ingenomen. Vanaf de linkerkant beginnende tot aan de steenbakkerij had Branch de 27ste, 37ste, 7de en 35ste North Carolina-regimenten opgesteld. Het 33ste regiment werd in reserve gehouden. De rechterflank van de 35ste werd versterkt door artillerie. De linie tot aan de spoorweg werd ingenomen door slechts één regiment, namelijk het 26ste North Carolina, versterkt met cavalerie. De knik in de linie werd bezet door de zwakste eenheid, een militiebataljon. Dit bataljon had slechts twee weken training achter de rug. Ze waren bewapend met jachtgeweren.
Op de Noordelijke linkerflank stuurde generaal Reno een deel van de 21ste Massachusettes om de steenbakkerij in te nemen. Hij wist nog altijd niet dat de Zuidelijke linie doorliep. De eerste charge was succesvol totdat ze onder vuur werden genomen van een volledig onbekende linie. Ze moesten zich terugtrekken.
Burnside stuurde zijn reserve, de derde brigade, om Reno's tweede brigade te ondersteunen. De 4de Rhode Island verving de plaats van de 21ste Massachusetts die zonder munitie was gevallen. Nu de Noordelijken de vijandelijke positie beter konden inschatten, was deze tweede aanval succesvoller. De 4de Rhode Island veroverden de positie met negen koperen veldstukken. De achterhoede van de Zuidelijken was hierdoor in gevaar gekomen.
De Zuidelijke linie kon deze druk niet aan en brak. De vlucht begon toen de groene militiemannen hun posities verlieten en de Zuidelijke flank onbeschermd achterlieten. Branch stuurde zijn reserve om het gat te dichten, maar het kwaad was reeds geschied. De Zuidelijke linie werd nu opgerold van twee kanten. Iedere regimentscommandant probeerde nog te redden wat er te redden viel van hun eenheid. Branch gaf het bevel tot de terugtocht die snel zou ontaarden in een massale vlucht. De North Carolinians vluchtten over de brug naar New Bern en staken deze brug in brand. Daardoor werden verschillende Zuidelijke soldaten gevangengenomen. Ook in New Bern waren ze niet veilig. De Noordelijke kanonneerboten namen de stad onder vuur. De Zuidelijken waren maar veilig toen ze Kinston in North Carolina bereikten.
Branch verloor 68 doden, 116 gewonden en 400 vermisten of gevangenen. Burnsides verliezen waren minder met 90 doden, 385 gewonden en 1 gevangene.

## Gevolgen
New Bern werd ingenomen door de Noordelijken. Voor de rest van het conflict zou het ook bezet worden door de Unie. Burnside ging door met zijn campagne. In de Slag om Fort Macon nam hij de havenstad Beaufort in en belegerde hij Fort Macon.